# Harpalus (Pseudoophonus)
Harpalus (Pseudoophonus) – podrodzaj rodzaju Harpalus, chrząszczy z rodziny biegaczowatych i podrodziny Harpalinae.

## Morfologia
Jeden uszczeciniony punkt nadoczny. Głowa gładka. Przedplecze o tylnych kątach wyraźnych, choć czasem tępych, bez szczecinki. Pokrywy owłosione i w całości punktowane. Stopy na górnej powierzchni owłosione.

## Występowanie
Podrodzaj rozprzestrzeniony holarktycznie. W Polsce występuje 3 gatunki:
- H. calceatus
- H. griseus
- H. rufipes

## Taksonomia
Rodzaj opisał w 1844 roku Wiktor Moczulski. Gatunkiem typowym jest Carabus ruficornis Fabricius, 1775 (Carabus rufipes DeGeer, 1774), czyli obecny Harpalus (Pseudoophonus) rufipes.
Do podrodzaju tego zalicza się ponad 60 opisanych gatunków:
- Harpalus actiosus Casey, 1914
- Harpalus adenticulatus Huang, 1992
- Harpalus aenigma (Tschitscherine, 1897)
- Harpalus alienus Bates, 1878
- Harpalus aogashimensis (Habu, 1957)
- Harpalus azumai Habu, 1968
- Harpalus babai Habu, 1973
- Harpalus calceatus (Duftschmid, 1812)
- Harpalus caliginosus (Fabricius, 1775)
- Harpalus capito A.Morawitz, 1862
- Harpalus chengjiangensis Huang, 1993
- Harpalus chiloschizontus Huang, 1995
- Harpalus cilihumerus Huang, Hu et Sun, 1994
- Harpalus compar Leconte, 1848
- Harpalus coreanus (Tschitscherine, 1895)
- Harpalus davidi (Tschitscherine, 1897)
- Harpalus disaogashimensis Huang w: Huang et Zhang, 1995
- Harpalus disimuciulus Huang, Lei, Yan et Hu, 1996
- Harpalus eous Tschitscherine, 1901
- Harpalus erythropus Dejean, 1829
- Harpalus faunus Say, 1823
- Harpalus fokienensis Schauberger, 1930
- Harpalus griseus (Panzer, 1796)
- Harpalus hatchi Ball et Anderson, 1962
- Harpalus hauserianus Schauberger, 1929
- Harpalus hypogeomysis Huang, 1993
- Harpalus indicus Bates, 1891
- Harpalus jureceki (Jedlicka, 1928)
- Harpalus kagyzmanicus Kataev, 1984
- Harpalus kailiensis Huang, 1992
- Harpalus katiae F.battoni, 1985
- Harpalus liobasis Chaudoir, 1868
- Harpalus longicollis Leconte, 1848
- Harpalus longihornus Lei et Huang, 1997
- Harpalus meghalayensis Kataev, 2001
- Harpalus meridianus Andrewes, 1923
- Harpalus muciulus Huang, 1992
- Harpalus paratus Casey, 1924
- Harpalus pastor Motschulsky, 1844
- Harpalus penglainus Huang; Hu et Sun, 1994
- Harpalus pensylvanicus (Degeer, 1774)
- Harpalus periglabellus Huang, 1992
- Harpalus pilosus Huang, 1995
- Harpalus poncei Will, 2001
- Harpalus protractus Casey, 1914
- Harpalus pseudohauserianus Kataev, 2001
- Harpalus pseudophonoides Schauberger, 1930
- Harpalus roninus Bates, 1873
- Harpalus rufipes (Degeer, 1774) – dzier włochaty
- Harpalus scabripectus Huang; Hu et Sun, 1994
- Harpalus sericatus Tschitscherine, 1906
- Harpalus simplicidens Schauberger, 1929
- Harpalus singularis Tschitscherine, 1906
- Harpalus sinicus Hope, 1845
- Harpalus suensoni Kataev, 1997
- Harpalus texanus Casey, 1914
- Harpalus tridens A.Morawitz, 1862
- Harpalus ussuriensis Chaudoir, 1863
- Harpalus xinjiangensis Huang; Hu et Sun, 1994
- Harpalus yinchuanensis Huang, 1993